# Нова Вйоська (Куявсько-Поморське воєводство)
Нова Вйоська (пол. Nowa Wioska, нім. Klein Neudorf) — село в Польщі, у гміні Нова-Весь-Велька Бидґозького повіту Куявсько-Поморського воєводства.
Населення — 112 осіб (2011).

## Демографія
Демографічна структура станом на 31 березня 2011 року:
|          | Загалом | Допрацездатний вік | Працездатний вік | Постпрацездатний вік |
| -------- | ------- | ------------------ | ---------------- | -------------------- |
| Чоловіки | 57      | 15                 | 39               | 3                    |
| Жінки    | 55      | 15                 | 32               | 8                    |
| Разом    | 112     | 30                 | 71               | 11                   |